# Chi Cỏ năn
Chi Cỏ năn (danh pháp khoa học: Eleocharis) là một chi thực vật, bao gồm khoảng 200-250 loài trong họ Cói (Cyperaceae). Chúng được gọi chung là (cỏ/củ) năn. Nói chung, cỏ năn là các loài cỏ dại có thân đặc, thường sống thủy sinh. Chúng có các lá bị suy giảm xung quanh phần gốc của thân; những cái trông giống như lá trên thực tế là thân nhưng chúng thực hiện phần lớn các chức năng quang hợp cho cây. Một số loài có thân luôn luôn mọc ngầm dưới nước. Các loài này có xu hướng sử dụng cơ chế cố định cacbon C3. Các hoa mọc thành các bông con tụ tập dày. Phần lớn các loài mọc lên từ các thân rễ, và vài loài có thân củ. Phần lớn các loài trông khá giống nhau, với một cụm hoa ở trên đầu của phần thân đơn. Eleocharis được tìm thấy khắp mọi nơi trên thế giới. Một trong những loài được biết đến nhiều nhất là cỏ năng ống (Eleocharis dulcis).

## Một số loài
Dưới đây liệt kê một vài loài:
- Eleocharis acicularis
- Eleocharis atropurpurea
- Eleocharis bella
- Eleocharis cellulosa
- Eleocharis compressa
- Eleocharis dulcis - Cỏ năng ống
- Eleocharis geniculata
- Eleocharis macrostachya
- Eleocharis montevidensis
- Eleocharis mutata
- Eleocharis obtusa
- Eleocharis ochrostachys - Cỏ năng kim
- Eleocharis pachystyla
- Eleocharis palustris
- Eleocharis parvula
- Eleocharis quadrangulata
- Eleocharis rostellata
- Eleocharis spiralis
- Eleocharis tenuis